# خورجین

خورجین سنتی ایرانی از بافته‌های ایل قشقایی.

خورجین نوعی کیسه یا باردان است که بر پشت حیوانات باربر به منظور حمل اجناس، قرار می‌دهند. خورجین از دست‌بافت‌های بی‌گرهِ عشایر است که توسط زنان بر روی دارهای افقی و معمولاً از نقوش سنتی انتخاب و بافته می‌شود و معمولاً از دو جوال تشکیل شده‌اند که نیمی از دهانهٔ هر دو را به هم می‌دوزند.
خورجین در حمل و نگهداری اشیاء نفیس و قیمتی به‌ویژه در مواقع کوچ مورد استفاده عشایر قرار می‌گیرد و تقریباً حکم صندوقچه را دارد. خورجین‌ها همچنین جهیزیهٔ دختر عشایری هم به‌شمار می‌آیند.
پالان و خورجین تا حد زیادی مشابه یکدیگر هستند
گونه‌ای از جعبه پارچه مانند خورجین نیز در دوچرخه‌سواری کاربرد دارد که به نام خورجین دوچرخه شناخته می‌شود.

## خاستگاه
خورجین به زبان پارسی میانه بارجامک بوده‌است.